# ディナ・ボルアルテ
ディナ・エルシリア・ボルアルテ・ゼガラ（西:  Dina Ercilia Boluarte Zegarra、1962年5月31日 - ）は、ペルーの弁護士、政治家。2022年に弾劾されたペドロ・カスティジョ前大統領の後任として、憲法継承順位1位であったボルアルテがペルー初の女性大統領に就任した。
2021年7月から1年間、同国第一副大統領、開発・社会包摂大臣を歴任。政界入りする前は国家識別登録局の職員であった。

## 来歴
1962年にペルー南部のチャルウアンカで誕生。サン・マルティン・デ・ポレス大学で法学を学び、卒業した。2007年以降、弁護士及び国家識別登録局の責任者として勤務。しかし、2022年4月に国家識別登録局の職員を辞職した。
当時は親睦団体「アプリマククラブ」の代表も務めている。2018年に政界入りを果たし、リマのスルキージョ地区の国会議員に立候補したが、落選。2020年のペルー議会臨時選挙でも議席を獲得できなかった。2022年には国内新聞「La República」のインタビューで「党のイデオロギーの破壊は決して許せない」と発言した結果、リブレ党書記長であるヴラディミル・セロンによって、ボルアルテは党から除名された。しかし、セロンはツイッターで「ボルアルテは常に忠誠を誓い、裏切り者ではなかった」と投稿するとともに、ボルアルテは党の結束の脅威になったと主張している。

### 政治活動

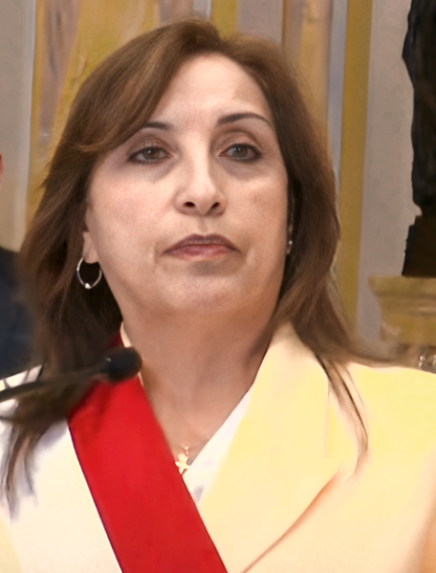
2022年大統領就任時

2021年のペルー大統領選挙ではペドロ・カスティジョ大統領候補と共に、ボルアルテは第一副大統領候補として出馬し、当選。同年7月28日に就任。翌日には開発・社会参加大臣に任命された。2022年12月5日には議会常設委員会より開発・社会参加大臣在任中にクラブ「アプリマククラブ」の代表を務めたとして違憲を訴えた。
議会解散を企て、公共事業の不正疑惑があったカスティジョは議会から解任され、副大統領であったボルアルテを賛成101票、反対6票、棄権10票で大統領就任が承認された。12月7日にはペルー初の女性大統領となる。就任時の演説でカスティジョ前大統領を非難した上で「政治危機を阻止するために、時間が必要だ」と述べた。12日、大統領と国会議員を選ぶ総選挙を2年前倒しし、2024年4月に実施する意向を表明した。その後もカスティジョが拘束されたことへの激しい抗議活動が続いたことから、14日に大統領選を2023年12月に前倒しする方針を示し、全土に30日間の非常事態宣言を発令した。総選挙の2023年への前倒しについては16日に議会で否決されたが、その後も反政府デモが収まらないことから、2023年1月27日には再び総選挙を2023年12月に前倒しするよう議会に要請し、28日に議会はこの要請を否決した。さらに次回総選挙を2023年7月に繰り上げ、同時に制憲議会の樹立に関する国民投票を実施するよう議会に要請したが、これも2月2日に賛成75、反対47、棄権1票で否決された。
2023年1月25日には左派の議員28人が「道徳的に不適格」としてボルアルテの弾劾を求める動議を議会に提出したが、4月4日に賛成37、反対64票で否決された。
同年11月8日には日本の佳子内親王による表敬訪問を受け、友好関係の強化に対する懇談を行った。
大統領就任以降、ギャング対策の不十分、相次ぐスキャンダルにより支持率は低下している。イプソス世論調査会社によると、就任時の支持率は21パーセントであったが、2025年5月時点では2パーセントまで減少した。そのため報道機関では「世界で最も不人気な大統領」と呼ばれている。

### 国際的な評価

各国の認識
ペドロ・カスティジョ支持
ディナ・ボルアルテ支持

米国、スペイン、ブラジルのルイス・イナシオ・ルーラ・ダ・シルヴァやチリのガブリエル・ボリッチはボルアルテを正当な大統領として認めている。
一方、ベネズエラのニコラス・マドゥロやメキシコのアンドレス・マヌエル・ロペス・オブラドール、コロンビアのグスタボ・ペトロ、アルゼンチンのアルベルト・フェルナンデス、ボリビアのルイス・アルセなどの指導者は、ボルアルテを「右翼的なクーデター勢力」として非難。カスティジョが正当な大統領だとして、釈放を求めている。

### 資産
2024年3月、ペルー当局は、ボルアルテが所有する高級腕時計を資産として申告せず、不正蓄財の疑いがあるとして自宅や大統領府を捜索した。推定数百万円のロレックスの腕時計、高級なブレスレットや指輪など宝飾品を多数保有しているとされる。不正に取得したとの汚職疑惑も浮上しているが、弁護士として活動していたボルアルテは、働いて得た金で購入したと否定している 。